# Wikinger (Michael Kiesling)
Wikinger ist ein taktisches Legespiel von Michael Kiesling für 2–4 Spieler. Die Grafik stammt von Harald Lieske, am Cover arbeitete zudem Michael Menzel mit. Es erschien 2007 bei Hans im Glück. 2007 erschien im Verlag Pro Ludo ebenfalls ein Spiel unter dem Titel „Wikinger“ und bereits 2005 war beim Verlag Clementoni ein Spiel mit dem Titel „Wikinger“ bzw. „Wikinder“ erschienen.

## Inhalt
- 1 Spielplan mit Drehrad
- 8 Spielsteine aus Holz (je 2 in den Farben: weiß, orange, braun, beige)
- 45 Goldstücke (10× 10er, 15× 5er, 20× 1er)
- 1 Startspielerfigur
- 1 Stoffsack
- 4 Winkel (Festland - und Spielfeld)
- 4 Wertungstafeln (dient der schnellübersicht für die Wertungen)
- 78 Figuren aus Holz (je 13 in den Farben: blau, gelb, grün, rot, schwarz, grau)
- 76 Plättchen
  - 62 Inselteile (davon 4 Startplättchen)
  - 14 Schiffe
- 25 Sonderplättchen (für Fortgeschrittenen-Variante)
- 1 Regelheft (DIN A4, 6-seitig)
- 1 Beiblatt (DIN A4) mit Fortgeschrittenen-Regel

## Beschreibung
Das Spiel läuft über 6 Runden. Vor jeder Runde werden 12 Insel- bzw. Schiffsplättchen um das Drehrad ausgelegt und 12 Figuren aus dem Stoffsack gezogen, die gemäß einer vorgegebenen Reihenfolge (blau, gelb, grün, rot, schwarz und grau) zu den Plättchen gestellt werden. Reihum dürfen sich die Spieler ein Plättchen und eine Figur nehmen wofür sie die entsprechenden Kosten zahlen, die auf dem Drehrad angezeigt werden. Das Plättchen wird anschließend in die eigene Auslage gelegt. Dabei dürfen Plättchen mit Figur bzw. Schiffe nur in eine für die Figur vorgesehene Reihe gelegt werden, wobei zudem die Inselplättchen entweder den Winkel oder ein anderes Inselplättchen berühren müssen und zudem die Ausrichtung stimmen muss. Nicht passende Inselplättchen werden aus dem Spiel genommen und die Figur zum Bootsmann gestellt. Passt das Inselplättchen nur in eine andere Reihe, muss die Figur ebenfalls zum Bootsmann gestellt werden. Eine Plättchen/Figur-Kombination, für das nichts gezahlt werden muss, darf aber nur genommen werden, wenn es die einzige Figur dieser Farbe ist. Anschließend wird das Drehrad bis zur nächsten noch vorhandenen Plättchen/Figur-Kombination gedreht, so dass die Preise sich für die noch vorhandenen Plättchen/Figur-Kombinationen reduzieren. Wenn alle Plättchen/Figur-Kombinationen genommen wurden endet die Runde und es findet entweder eine kleine oder große Wertung statt. Die kleine Wertung findet nach der 1., 3. und 5. Runde statt und jeder Spieler erhält pro Goldschmied (gelbe Figur), der nicht vom Wikingerschiff bedroht ist 3 Gold. Die große Wertung findet nach der 2., 4. und 6. Runde statt und die Spieler erhalten neben Gold für die Goldschmiede noch Siegpunkte für die anderen Figuren. Zuvor können sie mit den Bootsmännern noch bei diesen stehende Figuren auf noch nicht besetzte Inselplättchen bringen. Nach der letzten großen Wertung findet noch eine Schlusswertung statt, in der es noch Punkte und/oder Gold für abgewehrte Schiffe, verbliebene Bootsmänner, fertige Inseln und Fischer gibt. Zudem können Punkte verloren werden wenn Schiffe nicht abgewehrt und nicht genügend Fischer vorhanden sind. Sieger ist der Spieler mit den meisten Punkten.

## Auszeichnungen
- Spiel des Jahres – Empfehlungsliste 2007
- 2. Platz beim Schweizer Spielepreis 2007 in der Kategorie Strategiespiele
- 3. Platz beim Deutschen Spielepreis 2007
- 7. Platz beim Japan Boardgame Prize, Kategorie „Bestes Spiel für Fortgeschrittene“ 2007
- Nominiert für den Boardgames Australia Awards 2008, Kategorie Bestes „Internationales Spiel“

## Einsatz bei Meisterschaften
2009 bei den Vorentscheidungsturnieren zur Deutschen Mannschaftsmeisterschaft im Brettspiel.

## Übersetzungen
- Englisch: Vikings (bei RioGrandeGames)
- Russisch: Викинги (bei HobbyGames)

## Spielkritiken
- Spielbox Ausgabe 2/07: „Kiesling wieder einmal solo“